# Château de Charmoy
Cet article concerne le château à Brion en Saône-et-Loire. Pour le manoir situé à Vandœuvre-lès-Nancy, voir château du Charmois. Pour le château situé à Mouzay dans la Meuse, voir château de Charmois.
Le château de Charmoy est un château du XVe siècle situé sur la commune de Brion en Saône-et-Loire, sur la voie romaine d'Autun à Feurs.

## Description
Cette élégante construction, un peu cachée par la végétation, comporte une tourelle.
Le château est une propriété privée et ne se visite pas.

## Historique
- XVe siècle : Construction de la demeure